# Sant Esteve d'Agusà

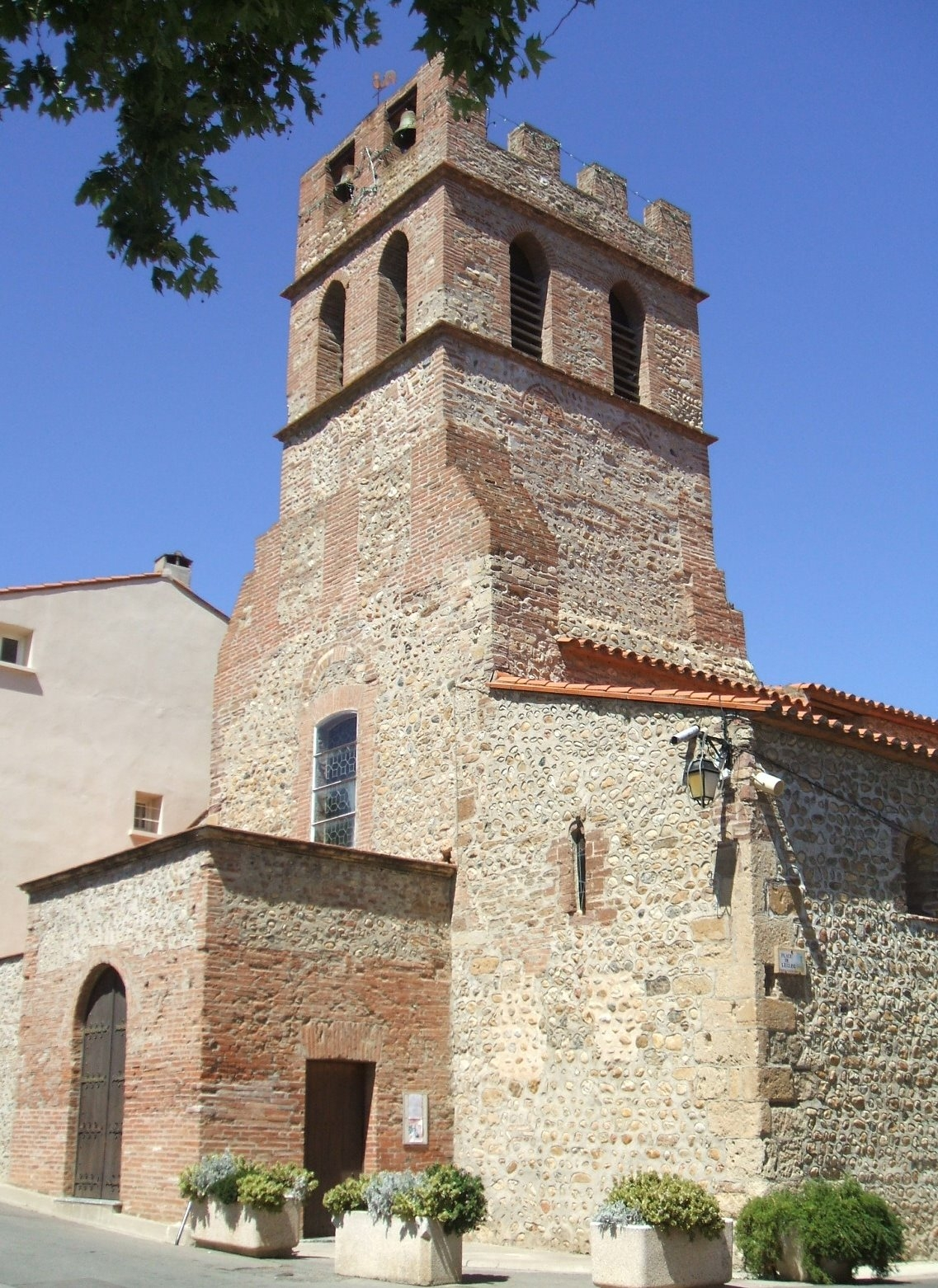
Façana de ponent de l'església

Sant Esteve d'Agusà, o del Monestir és l'església parroquial del poble de Sant Esteve del Monestir, a la comarca del Rosselló (Catalunya Nord).
Està situada al bell mig del poble vell de Sant Esteve del Monestir.

## Història
El 843 és esmentat un plet sobre els límits de Baó tingut dins de l'abadia benedictina de Sant Esteve, fundada dins de la primera meitat del segle IX en el territori de l'antiga vil·la, d'origen romà, d'Agusà (Acutianum). Diversos documents del segle x tornen a esmentar l'abadia, on surten esmentats els seus abats: Heliseu (843), Adalbert (869), Fraudald (955) i Riculf (991). Aquest darrer anys consta un bescanvi d'alous entre l'abat de Sant Esteve i Hildesind, bisbe d'Elna.
El segle xi consta documentalment que el monestir pertanyia al comte de Besalú Bernat Tallaferro, malgrat trobar-se en territori rossellonès, qui el 1012 i el 1020 transmetia en testament el monestir i les seves terres al seu fill Bernat. El 1085 encara consta el jurament de fidelitat d'un Guillem Bernat al nou comte de Besalú Bernat III, però un altre document del mateix any demostra que el monestir era condomini dels comtes de Besalú i de Rosselló.
A principis del segle xii el monestir esdevingué priorat del monestir de la Grassa, com ho demostra una butlla papal del 1118, que esmenta l'església de Sant Esteve i la seva dependència de Sant Mamet. No se sap exactament quan es produí el traspàs. A mitjan segle xii, però, Sant Esteve del Monestir, amb Sant Tomàs de Llupià, al monestir de Sant Martí del Canigó.
A partir del segle xviii, però tot el territori de Sant Esteve del Monestir passà a mans de l'església d'Elna. En aquell moment hi residia un sol sacerdot, amb alguns servents.

## L'edifici

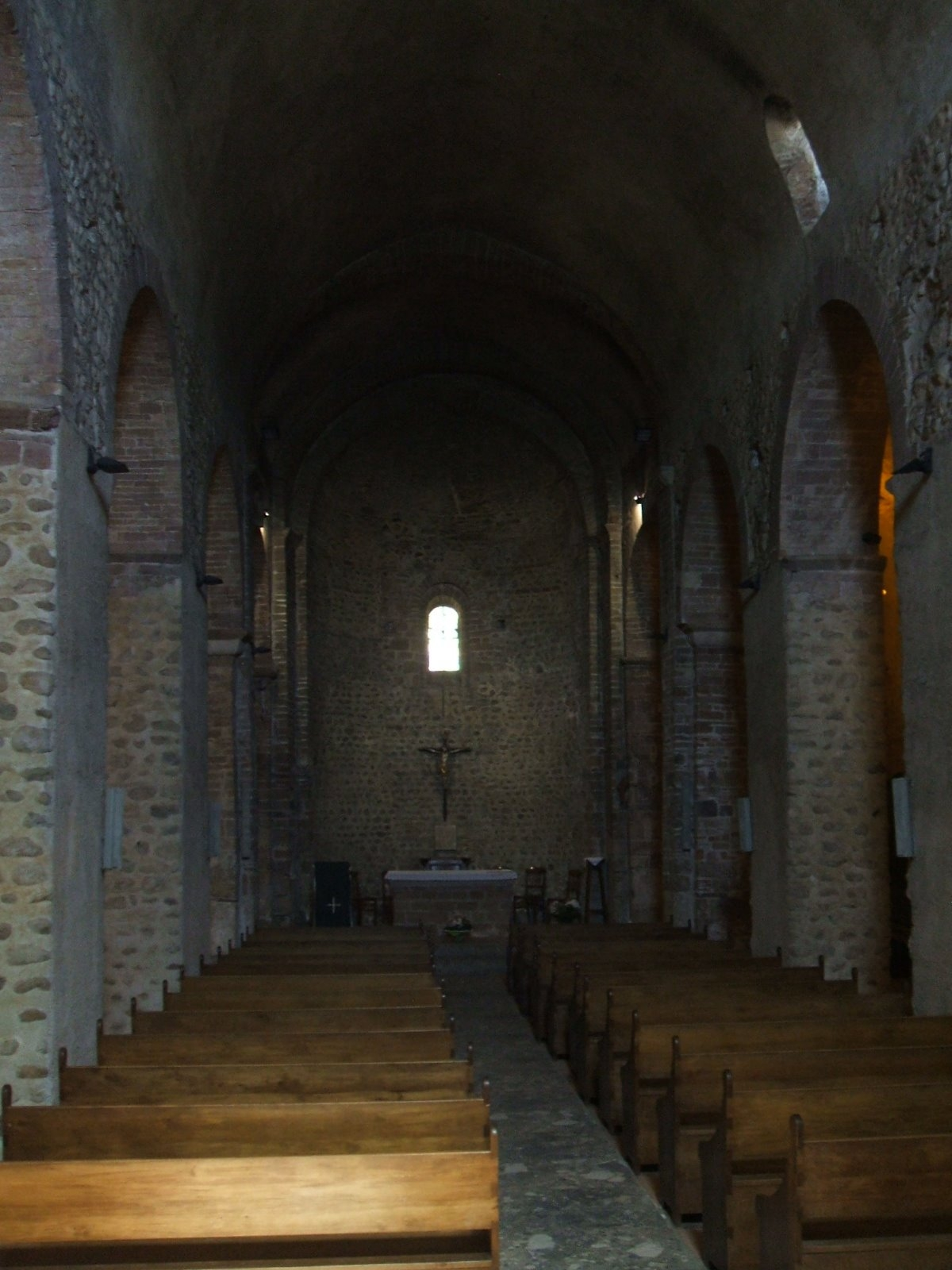
Nau principal de Sant Esteve

L'església de l'antic monestir de Sant Esteve és una església de tres naus, coronada a llevant per tres absis semicirculars, amb arcades llombardes i lesenes a l'exterior. L'absis central és més alt i ample que els col·laterals. L'aparell és, generalment, fet de còdols de riu, disposats en filades horitzontals regulars, units amb argamassa perfilada a les juntes amb la punta de la paleta. Les finestres, a la capçalera i a la façana de migdia, són de dobles esqueixada, força amples, amb els brancals i els arcs de mig punt aparellats de gres vermell d'Espirà de l'Aglí, com també els angles de les naus i l'antiga porta, ara aparedada, de la façana de migdia. Aquesta porta està decorada de forma senzilla: exteriorment, un arc de mig punt emmarcat per una arquivolta plana; a l'interior, l'arc és lleugerament apuntat, i té una decoració de cilindres en relleu, units en uns arquets, com es dona també al portal de Nostra Senyora dels Còrrecs, de Sant Joan el Vell de Perpinyà. Al segon tram del col·lateral nord hi ha encara un altre portal arquejat.
Al segle xix es bastí un porxo a ponent, obert a la nau central, La porta de l'església en aquest lloc era probablement del segle xii.
A l'interior, les tres naus estan separades per cinc grans arcades, d'uns 9 metres d'alçada, que reposen sobre 8 pilars. Aquests, cilíndrics, menys dels dos de l'extrem de llevant, que tenen forma de creu, fan 1,2 m de diàmetre. La nau central fa 4,85 m d'amplada, mentre que les laterals, 2,65. Al segle xix una part d'aquests pilars foren retallats. Són obrats amb còdols, originalment disposats en espina de peix. La volta de la nau és lleument apuntada, i les de les col·laterals, són de quart de cercle. A ponent de la nau central es va trobar una estructura rectangular que podria pertànyer a la primitiva església del segle ix, que devia ser d'una sola nau.
Els pilars de planta de creu, situats a l'extrem de llevant de la nau, són els que presenten elements de més relleu escultòric: unes belles impostes obrades amb diferents detalls ornamentals. L'altra posseeix una ara preromànica, amb l'alfa i l'omega.